# Platypalpus flavipalpis
Platypalpus flavipalpis är en tvåvingeart som beskrevs av Macquart 1827. Platypalpus flavipalpis ingår i släktet Platypalpus och familjen puckeldansflugor.
Artens utbredningsområde är Frankrike. Inga underarter finns listade i Catalogue of Life.